# 鬼子来了
《鬼子来了》是由中國導演姜文執導，由姜文、姜鸿波、陈强、陈述、香川照之和澤田謙也主演，改编自尤凤伟的小说《生存》，影片以一种独特的视角来反映抗日戰爭期間，河北一名小村农民和日本軍人之间的一段故事。
该片在2000年5月21日获得第53屆康城電影節評審團大奖。2002年日本“每日电影奖”评奖中摘取最佳外语片大奖，在日本引发了对战争和人性的深沉思考。
《鬼子来了》由於在未经审理的情况下，违规参与了戛纳电影节，未能在中國大陸上映，只能在海外發行。不過在2015年，本片在中國央视网、优酷等網絡平台上線。

## 故事梗概
第二次世界大战期间，中国河北挂甲台村的农民马大三（姜文饰）在日本人的统治下过着平静的生活。一个晚上，游击队绑架了日军陆军士兵花屋小三郎（香川照之饰）和翻译董汉臣，把他们捆绑塞入麻袋放在马大三家里，并吩咐马好好看管，几天后的大年三十来带人。马大三和村民战战兢兢地看守两人，然而很多天过去了，并没有人来。花屋要求董教他骂人的中国话，希望激怒村民以身殉国，董假意答应，但教他的却是“大哥大嫂过年好！你是我的爷，我是你的儿”。花屋小三郎和董汉臣数次发出求救信号，皆被村民化解。半年过去了，村民们担心事情暴露，却又不敢把花屋等放了，也不敢动手杀人，于是请前清的刽子手一刀劉（陈强饰）来了结花屋。然而在长城断壁之间，一刀劉未能成功杀人。
马大三最终被董汉臣说动，把花屋和董送到了日军宪兵队驻地，以换取粮食。日军宪兵军官酒塚豬吉是花屋的同乡。他表面上对马等人客气，但背后指责花屋让皇军蒙耻并殴打了他。宪兵队整队去马的村子里和村民联欢送粮，因村民的以下犯上，宪兵队屠杀了整个挂甲台，整村人除了外出接女友鱼儿（姜鸿波饰）的马大三均被日军杀死。花屋之后准备切腹自尽，被酒塚拦住。酒塚告诉他战争其实已经结束，日本已经投降了。
国军来接收，酒塚豬吉等投降被关押，董汉臣作为汉奸被处决。马大三假扮香烟小贩，举起斧子杀死两个买烟的战俘，并冲入日俘营杀人报仇。在国军捉捕马之后，高少校宣布为了维护法纪，令酒塚持日本武士刀将马斩首示众，酒塚转而命令花屋执行。花屋手起刀落，马大三人头落地。

## 演员
- 姜文 饰 马大三
- 香川照之 饰 花屋小三郎
- 袁丁 饰 董汉臣
- 姜鸿波 饰 鱼儿
- 陈强 饰 一刀劉
- 蔡卫东 饰 二脖子
- 史建全 饰 四表姐夫
- 丛志军 饰 五舅姥爷
- 李丛喜 饰 六旺
- 陈述 饰 七爷
- 陈莲梅 饰 八婶子
- 澤田謙也 饰 酒塚豬吉
- 宫路佳具 饰 野野村耕二
- 吴大维 饰 高少校
- 姜武 饰 行刑队员
- 述平 饰 行刑队长
- 周海超 饰 小碌碡
- 李海滨 饰 我
- 徐海东 饰 得儿头
- 白云生 饰 六旺爹
- 杜世儒 饰 得儿头爹
- 贾幼然 饰 说书艺人甲
- 王义和 饰 说书艺人乙
- 長野客弘 饰 日军老电话兵
- 魚見亮介 饰 日军小电话兵
- 井上弥生 饰 日军妓

## 配乐
影片中多次出现日军軍艦行進曲。

## 荣誉
- 2000年，第53屆坎城電影節，获主竞赛单元-评审团大奖；并获主竞赛单元-金棕榈奖提名
- 2001年，夏威夷国际电影节，亚洲电影促进联盟奖
- 2003年，电影旬报最佳奖、最佳外语片导演奖、最佳男配角奖[4]
- 2003年，每日電影獎，最佳外语片[5]

## 爭議
小说原作者尤凤伟称“电影对原小说的创作主题、故事细节、人物性格等方面都作了扭曲窜改……这种行为破坏了原作完整性”。
互联网上流传的“广电总局意见”称，由于国家广电总局认为影片「违背历史、没有严格按照电影局的意见修改剧本，突出展示和夸大了中国百姓愚昧、麻木、奴性的一面；另一方面，不仅没有充分暴露日本軍國主義的侵略本质，反而突出渲染了日本侵略者耀武扬威的猖獗气势，由此导致影片的基本立意出现严重偏差」，该片没有能够在中国上映。